# Joonas Petäjäniemi
Joonas Petäjäniemi (ur. 11 czerwca 1988 r. w Ylöjärvi) – fiński wioślarz.

## Osiągnięcia
- Mistrzostwa Europy – Montemor-o-Velho 2010 – dwójka podwójna wagi lekkiej – 19. miejsce[1].